# あけぼの町 (仙台市)
あけぼの町（あけぼのまち）は宮城県仙台市青葉区の町丁。郵便番号は981-0963。住民基本台帳に基づく人口は695人、世帯数は424世帯（2025年4月1日現在）。丁目の設定のない単独町名である。全域で住居表示が実施されている。旧仙台市あけぼの町。

## 地理
仙台市中心部から北へ約3km、仙台市青葉区に位置する。梅田川のなす細い谷の北側の丘陵部にあたり、かつては宮城郡荒巻村に位置した。東を堤町と、西を荒巻中央と、南を葉山町・荒巻神明町と、北を水の森と接している。南側を梅田川が通り、梅田川が増水した際には仙台川放水路トンネルを通じて七北田川へと流れる。
- 河川：梅田川、仙台川（仙台川放水路トンネル）

## 歴史
1970年代より造成が進められ、1978年（昭和53年）、北根・荒巻地区の住居表示の施行に伴い、荒巻の一部があけぼの町となった。

### 年表
- 1978年（昭和53年）7月3日 - 北根・荒巻地区で住居表示が実施され、あけぼの町が誕生する。
- 1989年（平成元年）4月1日 - 仙台市が政令指定都市に移行し、青葉区が誕生。仙台市青葉区あけぼの町となる。

### 町名の変遷
町名の変遷は以下の通りとなる。
| 実施後     | 実施年月日   | 実施前（各町名ともその一部） | 実施前（各町名ともその一部） |
| ---------- | ------------ | ---------------------------- | ---------------------------- |
| あけぼの町 | 1978年7月3日 | 荒巻                         | 字川竹                       |
| あけぼの町 | 1978年7月3日 | 荒巻                         | 字北裏                       |
| あけぼの町 | 1978年7月3日 | 荒巻                         | 字穴田東                     |
| あけぼの町 | 1978年7月3日 | 荒巻                         | 字北鷺ケ森                   |
| あけぼの町 | 1978年7月3日 | 荒巻                         | 字古街道東                   |

## 世帯数と人口
2025年（令和7年）4月1日現在の世帯数と人口は以下の通りである。
| 町丁       | 世帯    | 人口  |
| ---------- | ------- | ----- |
| あけぼの町 | 424世帯 | 695人 |
| 計         | 424世帯 | 695人 |

## 小・中学校の学区
小・中学校の学区は以下の通りとなる。
| 町丁       | 字・番地     | 小学校       | 中学校       |
| ---------- | ------------ | ------------ | ------------ |
| あけぼの町 | 1から6-1     | 荒巻小学校   | 北仙台中学校 |
| あけぼの町 | 6-3から6-9   | 荒巻小学校   | 北仙台中学校 |
| あけぼの町 | 6-18から7-24 | 荒巻小学校   | 北仙台中学校 |
| あけぼの町 | 7-54         | 荒巻小学校   | 北仙台中学校 |
| あけぼの町 | 7-56から14   | 荒巻小学校   | 北仙台中学校 |
| あけぼの町 | 6-2          | 北仙台小学校 | 北仙台中学校 |
| あけぼの町 | 6-10から6-17 | 北仙台小学校 | 北仙台中学校 |
| あけぼの町 | 7-25から7-53 | 北仙台小学校 | 北仙台中学校 |
| あけぼの町 | 7-55         | 北仙台小学校 | 北仙台中学校 |

## 施設

### 公共
- あけぼの町公園（あけぼの町203-3外）
- 古海道東中公園（あけぼの町407-14）
- 荒巻コミュニティ・センター（あけぼの町12-20）

## 交通

### 鉄道
鉄道駅はない。最寄り駅は■仙山線の北仙台駅もしくは北山駅。

### バス
バスは通っていない。最寄りバス停は仙台市営バスのこまくさ苑前バス停など。